# 楊婕 (作家)
楊婕（1990年—），台灣作家，曾獲多項文學獎項，如時報文學獎、梁實秋文學獎、全國學生文學獎等；作品曾發表於幼獅文藝、明道文藝、臺灣日報、創世紀詩刊、印刻文學生活誌、聯合文學、中國時報、聯合報、人間福報等報紙副刊與文學雜誌。 陳芳明曾稱其作品「暗示了一個超級新星的降臨」。

## 出版作品
- 2019年1月，印刻出版社出版楊婕的散文集《她們都是我的，前女友》[3]
- 2016年12月，在麥田出版社出版的《我們這一代：七年級作家》一書的「青春斷片：當記憶漸行漸遠」單元，收錄了楊婕的作品「畫眉鳥」。
- 2016年9月，以國立政治大學中文研究所碩士論文〈想像中國－冷戰時期（1947-1987）臺灣「中美婚戀」小說初探〉獲國立臺灣文學館2016年臺灣文學傑出博碩士論文獎。
- 2016年3月，九歌出版社出版《九歌104年散文選》一書，收錄作品《臭鞋》。
- 2015年，麥田出版社出版其第一本個人散文集《房間》。

## 得獎經歷
- 2015年，以〈曬衣情事〉獲37屆時報文學獎的散文組評審獎[4]。
- 2012年，以〈母相〉獲第25屆梁實秋文學獎的散文創作類評審獎[5]。
- 2011年，以〈鼓聲〉獲第1屆臺中文學獎的散文類佳作[6]。
- 2010年，以〈房間〉獲第28屆全國學生文學獎大專組的散文類第一名[7]。
- 2010年，以〈《老師十二樣面見禮》讀後〉獲第3屆福報文學獎—閱讀心得獎的青少年組首獎[8]。
- 2008年，以〈渡島〉獲第26屆全國學生文學獎高中組的散文類佳作[9]。